# Кшеслюв
Кшеслюв (пол. Krześlów) — село в Польщі, у гміні Зелюв Белхатовського повіту Лодзинського воєводства.
Населення — 73 особи (2011).
У 1975-1998 роках село належало до Пйотрковського воєводства.

## Демографія
Демографічна структура станом на 31 березня 2011 року:
|          | Загалом | Допрацездатний вік | Працездатний вік | Постпрацездатний вік |
| -------- | ------- | ------------------ | ---------------- | -------------------- |
| Чоловіки | 35      | 6                  | 25               | 4                    |
| Жінки    | 38      | 8                  | 20               | 10                   |
| Разом    | 73      | 14                 | 45               | 14                   |